# Загін патрульних катерів (Австрія)

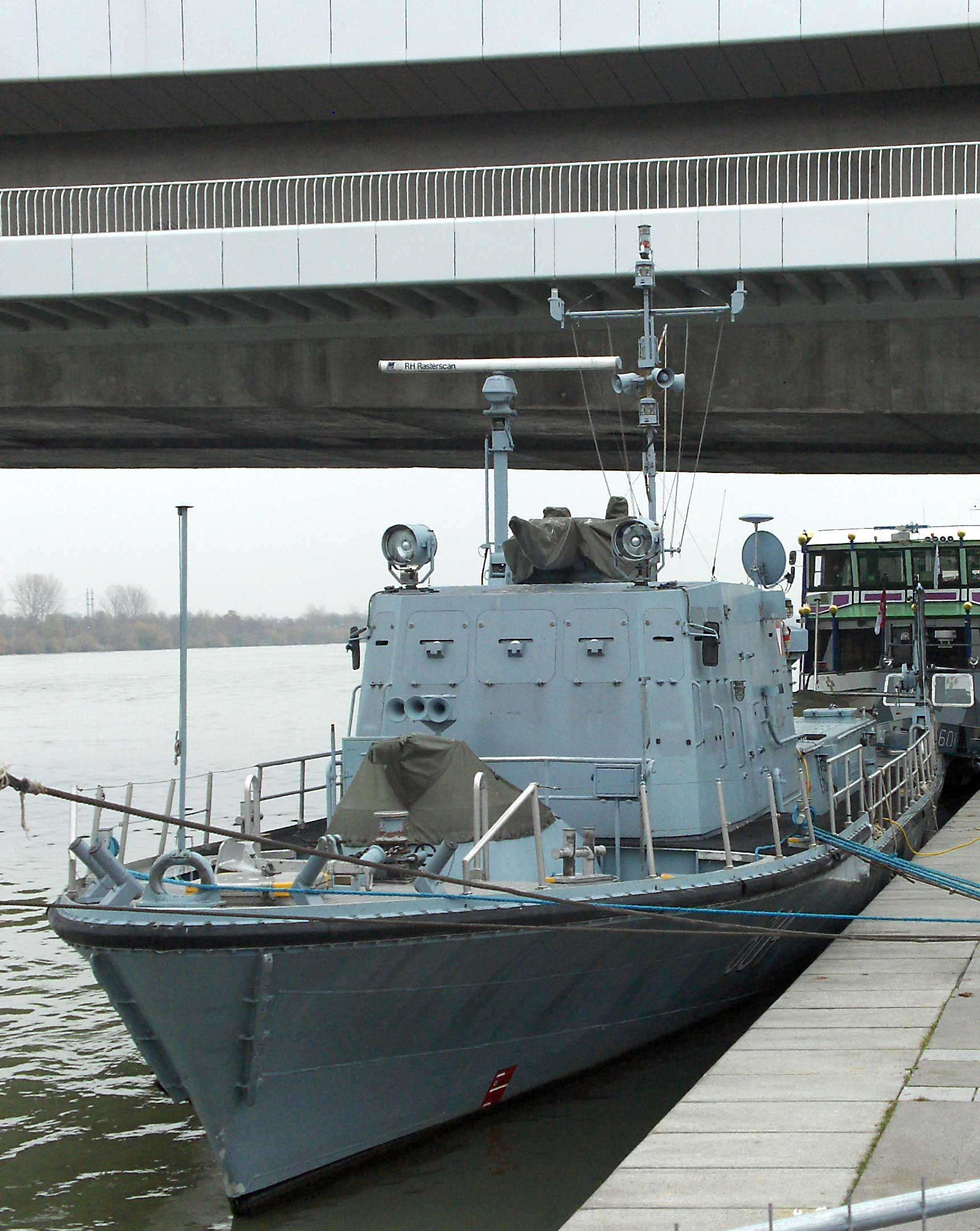
Останній військовий патрульний катер Австрії «Niederösterreich» незабаром після виведення з експлуатації 2006.

Австрійська Дунайська флотилія — умовна назва річкових сил Австрії на Дунаї та його притоках, підрозділи яких утворилися після розпаду Австро-Угорської імперії. Історично майже весь час входили до складу інженерних частин армії.

## Історія

### 1918—1938 роки
Після розпаду Австро-Угорської імперії з листопада 1918 року в Австрії діяв загін моторних катерів (нім. Volkswehr-Motorbootsabteilung), що базувався в Нусдорфі, Відень, який був перетворений в невелику флотилію. За умовами мирного договору Австрія отримала 4 канонерські човни (патрульних катери) колишньої австро-угорської Дунайської флотилії — «Штор», «Фогаш», «Компо» і «Барш». Перші три канонерські човни в 1927 р. були продані Угорщини, а четвертий в 1929 р. був обміняний на менший «Сефок» (колишній «Чука»). Останній корабель отримав назву «Біраго» і став флагманом річкових сил.
Вони також включали в себе деякі катери, які досить активно використовувалися на відмін від кораблів, які простояли без ремонту після закінчення воєнних дій.
У 1928 р. кораблі та катери флотилії були придані різним інженерним підрозділам армії (командири на період 1937 р.):
- 1-й Віденський інженерний батальйон (Wiener Pionierbataillon Nr 1), Клостернойбург — Карл Відманн (Karl Widmann);
- 2-й Віденський інженерний батальйон (Wiener Pionierbataillon Nr 2), Відень — Герман Яновскі (Hermann Janowski);
- 3-й Нижньоавстрийский інженерний батальйон (Niederösterreichisches Pionierbataillon Nr 3), Мельк — Йозеф Порта (Josef Porta);
- 4-й Верхньоавстрийский інженерний батальйон (Oberösterreichisches Pionierbataillon Nr 4), Лінц — Ріхард Баумгартнер (Richard Baumgartner);
- Мостобудівний батальйон «Віце-адмірал Тегетгоф» (Brückenbataillon «Vizeadmiral Tegetthoff»), Кремс — Гуго Фішль (Hugo Fischl).

У 1938 р. Австрія була анексована Німеччиною, а кораблі і судна флотилії перейшли під контроль німецьких збройних сил.

### 1956—2006 роки
Після війни лише у 1956 році був організований загін патрульних катерів (Patrouillenbootstaffel), як частина Школи військових інженерів (Pioniertruppenschule) у складі збройних сил. У кінці 1960-х років. була зроблена спроба значно посилити флотилію новими великими катерами. За ініціативою уряду було розроблено план будівництва 12 катерів по 70 т, однак був побудований тільки один катер — «Нідеростеррайх».
30 серпня 2006 р. загін патрульних катерів був розформований. Останні австрійські патрульні катери, які переважно виконували завдання поліції та митної служби, були зняті з експлуатації та передані 16 листопада на урочистій церемонії у Музей військової історії при опікою Австрійського морського товариства (Osterreichischer Marineverband). Інженерні підрозділи армії продовжують використовувати невеликі плавзасоби.
З 1980-х років діє також річкова поліція (Schiffahrtspolizei).

## Командувачі флотилією
- 1919—1923 — Отто Кассероллер (Otto Kasseroller);
- 1981 — Франц Трапль (Franz Trapl);
- 1992 — майор Фрідріх Хегна (Friedrich Hegna);
- 2000 — майор Манфред Цемзауэр (Manfred Zemsauer);
- 2004 — лейтенант Антон Згарц (Anton Sgarz).

## Особовий склад і база
Кількість військовослужбовців у складі річкових сил: 1+26 (на 1981), 32 (на 1992), 2+33 (на 1999), 24 (на 2004) База підрозділу розташована у затоні Кюхелау, Відень.